# 2002년 동계 올림픽 핀란드 선수단
2002년 동계 올림픽 핀란드 선수단은 2002년 2월 8일부터 2월 24일까지 미국 솔트레이크시티에서 열린 2002년 동계 올림픽에 참가한 올림픽 핀란드 선수단이다.

## 메달 집계
| 종목 | 1 | 2 | 3 | 합계 |
| 종목 | ' | ' | ' | '    |
| 종목 | ' | ' | ' | '    |
| 종목 | ' | ' | ' | '    |
| 합계 | ' | ' | ' | '    |

### 메달리스트
금메달
- 얀네 라흐텔라
- 삼파 라유넨

은메달
- 야코 탈루스
- 얀네 아호넨
- 마티 하우타매키
- 리스토 유실라이넨
- 벨리마티 린스트룀

동메달
- 마티 하우타매키

## 종목별 성적

### 노르딕복합
- 야코 탈루스

### 스키점프
- 얀네 아호넨
- 마티 하우타매키
- 리스토 유실라이넨
- 벨리마티 린스트룀